# 久保村 (山口県)
久保村（くぼそん）は、山口県都濃郡にあった村。現在の下松市の北東部にあたる。

## 地理
- 山岳：鷲頭山、茶臼山、旗岡山、北山、烏帽子山
- 河川：切戸川

## 歴史
- 1889年（明治22年）4月1日 - 町村制の施行により、切山村・山田村・来巻村・河内村の区域をもって発足。
- 1939年（昭和14年）11月3日 - 下松町・末武南村・花岡村と合併して下松市が発足。同日久保村廃止。

## 交通

### 鉄道路線
- 鉄道省
  - 山陽本線（現・岩徳線）
    - 周防久保駅

現在は旧村域を山陽新幹線が通過するが、当時は未開業。

### 道路
- 国道2号

現在は旧村域に山陽自動車道の下松サービスエリアが所在するが、当時は未開通。